# Boston Post Road

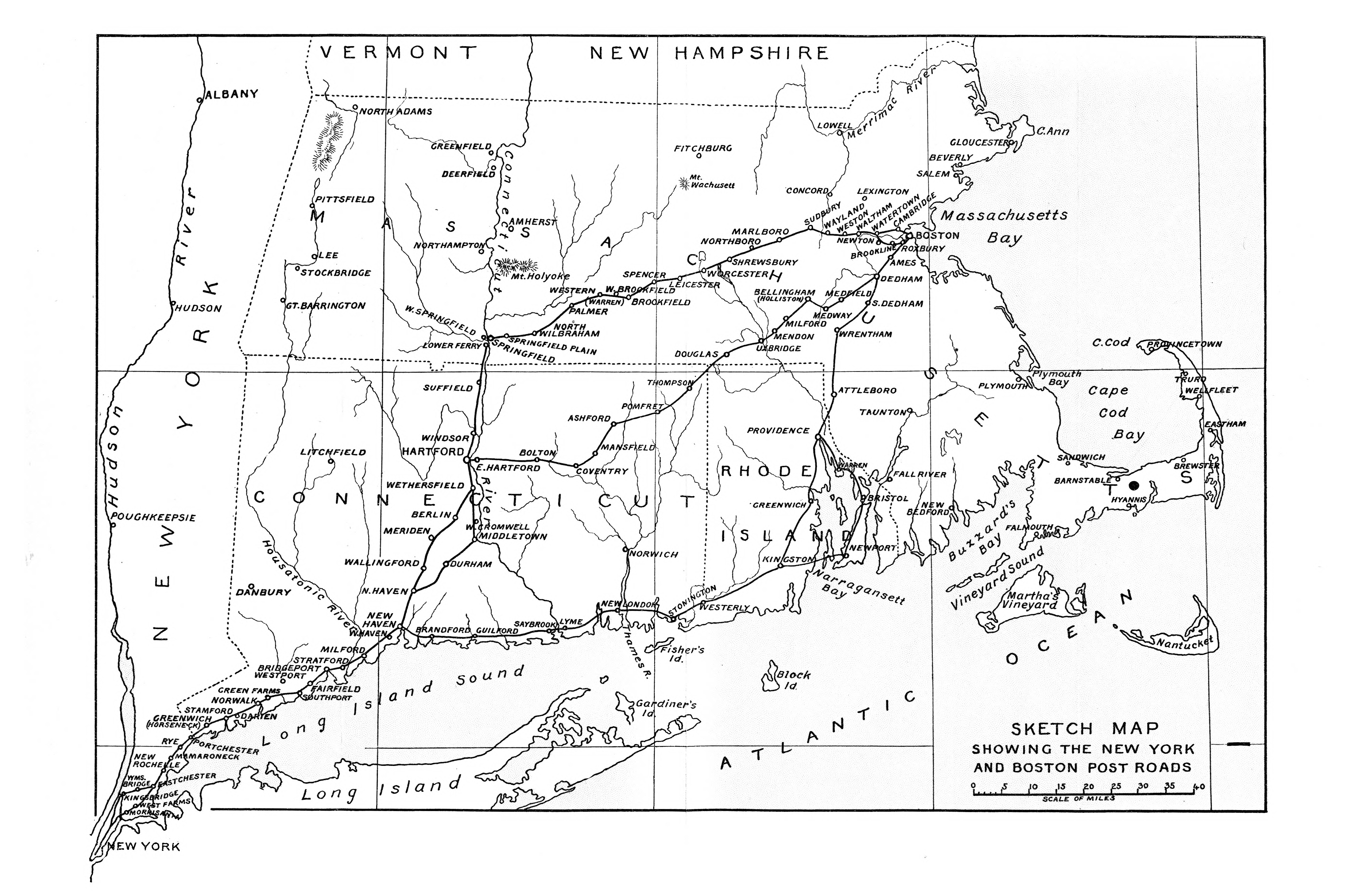
Routen der Boston Post Road

Die Boston Post Road war ein System von einzelnen Postrouten zwischen New York und Boston in Massachusetts, entlang dessen sich später die ersten großen Highways in den Vereinigten Staaten entwickelten.
Die Route kann in drei große Segmente unterteilt werden: Die Lower Post Road entlang der Küste bei Providence (der heutige U.S. Highway 1), die Upper Post Road von New Haven in Connecticut bis Springfield in Massachusetts (die heutigen U.S. Highway 5 und U.S. Highway 20) sowie die Middle Post Road, die von der Upper Road in Hartford abzweigte und nordostwärts über Pomfret nach Boston führte.
In einigen Städten wurde die Umgebung der Boston Post Road in das National Register of Historic Places (NRHP) aufgenommen, da die Straße häufig die erste ihrer Art in der betreffenden Gegend war und einige historisch bedeutsame Gebäude entlang ihres Verlaufs errichtet worden waren. So ist der Boston Post Road Historic District in New York als National Historic Landmark deklariert worden. Die Boston Post Road ist darüber hinaus bekannt für ihre Meilensteine aus dem 18. Jahrhundert, von denen viele bis heute noch existieren. Die Steine sind vollständig im NRHP als 1767 Milestones erfasst.

## Geschichte
Die Upper Post Road hatte ursprünglich den Namen Pequot Path und wurde vorwiegend von den Indianern benutzt, lange bevor die Europäer eintrafen. Auf einigen dieser wichtigen Indianerpfade herrschte so viel Verkehr, dass sie über die Jahre zwei Fuß tief in den Boden gedrückt wurden. Der heutige Old Connecticut Path und der Bay Path bilden die wesentlichen Bestandteile der Upper Post Road. Die Strecken wurden im November 1645 von John Winthrop, Jr. genutzt, um von Boston nach Springfield zu reisen.
Die Kolonisten nutzten die Pfade zunächst, um die Post über Postreiter auszuliefern. Die ersten Erkundungsritte zur Festlegung des Verlaufs der Upper Post Road begannen am 1. Januar 1673. Nach Abschluss der Arbeiten wurde der Weg verbreitert und eingeebnet, so dass die Straße auch durch Pferdefuhrwerke und Postkutschen befahren werden konnte. Die erste erfolgreich betriebene Langstrecke für einen Postkutschendienst wurde im Oktober 1783 durch Levi Pease eröffnet und führte entlang der Upper Post Road.
Im 19. Jahrhundert übernahmen Maut-Unternehmen die Strecke und bauten viele Abschnitte aus. Große Teile der verschiedenen Routen werden immer noch King’s Highway und Boston Post Road genannt. Sie wird heute überwiegend durch die Highways 1, 5 und 20 abgedeckt. Die zum Teil noch erhaltenen Meilensteine dienten der Positionsbestimmung auf der Strecke, beginnend an der Kreuzung zwischen Broadway und Wall Street in New York sowie an der alten Bostoner Stadtlinie an der Washington Street in Boston nahe dem heutigen Massachusetts Turnpike.
Die Metropolitan Railroad Company wurde im Jahr 1853 damit beauftragt, Straßenbahnlinien entlang der Washington Street bis Roxbury einzurichten, die heute durch die Silver Line der MBTA bedient werden. Die Upper und Lower Post Road wurden 1925 in die Highways 1 und 20 umgewandelt. Die Route 20 wurde im Laufe der folgenden Jahre jedoch stark modifiziert.

## Routenverlauf

### New York

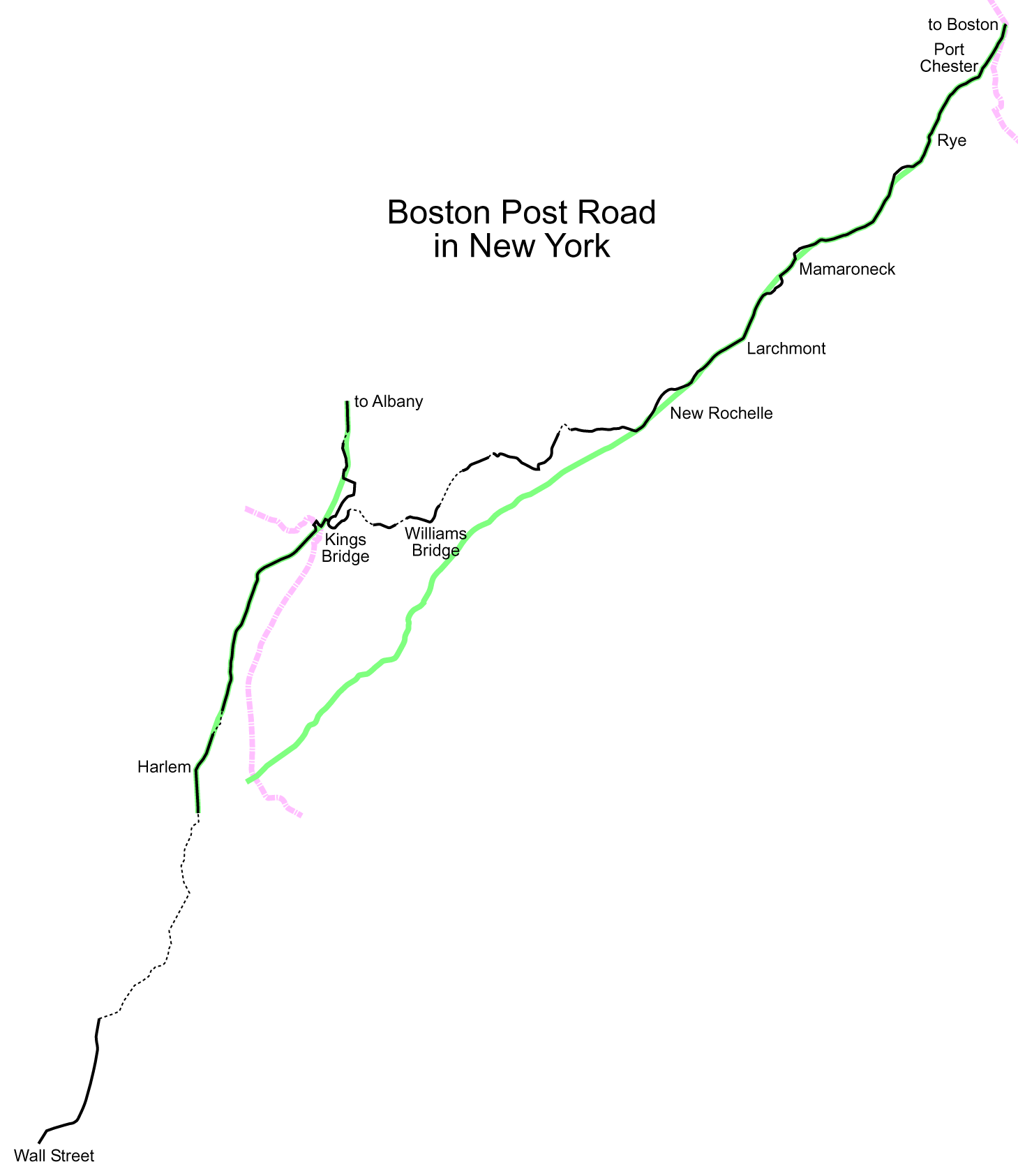
Die Post Road in New York

#### Manhattan
Ein Großteil der Streckenführung durch Manhattan, die als Eastern Post Road bekannt war, wurde zwischen 1839 und 1844 im Zuge der Einführung des Straßenrasters als Teil des Commissioners’ Plan von 1811 aufgegeben. Die folgenden Teilstrecken existieren bis heute:
- Vom Broadway über Park Row, Bowery, Park Avenue und Wall Street als südliches Ende der Post Road bis zum Madison Square Park
- Es gibt eine große Lücke in Midtown Manhattan, bevor die Post Road nördlich des Central Park wieder weiterführt
- Von der Saint Nicholas Avenue, beginnend an der Ecke 110th Street und Wechsel zum Broadway an der 169th Street bis zur 228th Street
- Von der 228th Street entlang des Broadway über den Harlem River bis Kingsbridge

Entlang der ursprünglichen Streckenführung gab es folgende Meilensteine:
- 1 – Startpunkt der Route in der Bowery auf der Westseite an der Rivington Street, südlich der Houston Street. Das One Mile House, das als Treffpunkt der Politiker der Tammany Hall diente, wurde 1921 unter großem Medienaufsehen abgerissen.[6] Das gemalte Zeichen des One Mile House an der Seite eines Gebäudes an der Ostseite der Bowery wurde erst in den 1980er Jahren entfernt.
- 2 – An der südwestlichen Ecke von Astor Place und Park Avenue
- 3 – Ecke Madison Avenue und 26th Street
- 4 – Ostseite der Third Avenue auf halbem Weg zwischen der 45th Street und 46th Street
- 5 – Westseite der Second Avenue an der 62nd Street
- 6 – Nordwestecke von Third Avenue und 81st Street
- 7 – Im Central Park, westlich der Fifth Avenue zwischen der 97th Street und 98th Street
- 8 – An der Westseite der St. Nicholas Avenue zwischen 115th Street und 116th Street
- 9 – An der Westseite der St. Nicholas Avenue gegenüber der nördlichen Linie der 133rd Street
- 10 – An der südwestlichen Ecke von St. Nicholas Avenue und 153rd Street
- 11 – Auf der Westseite des Broadway nahe der 170th Street oder 171st Street
- 12 – Auf der Westseite des Broadway ab oder nahe der 190th Street
- 13 – An einem Punkt östlich des Broadway zwischen Academy Street und 204th Street
- 14 – Auf der Westseite des Broadway im heutigen Harlem River Ship Canal

#### Die Bronx

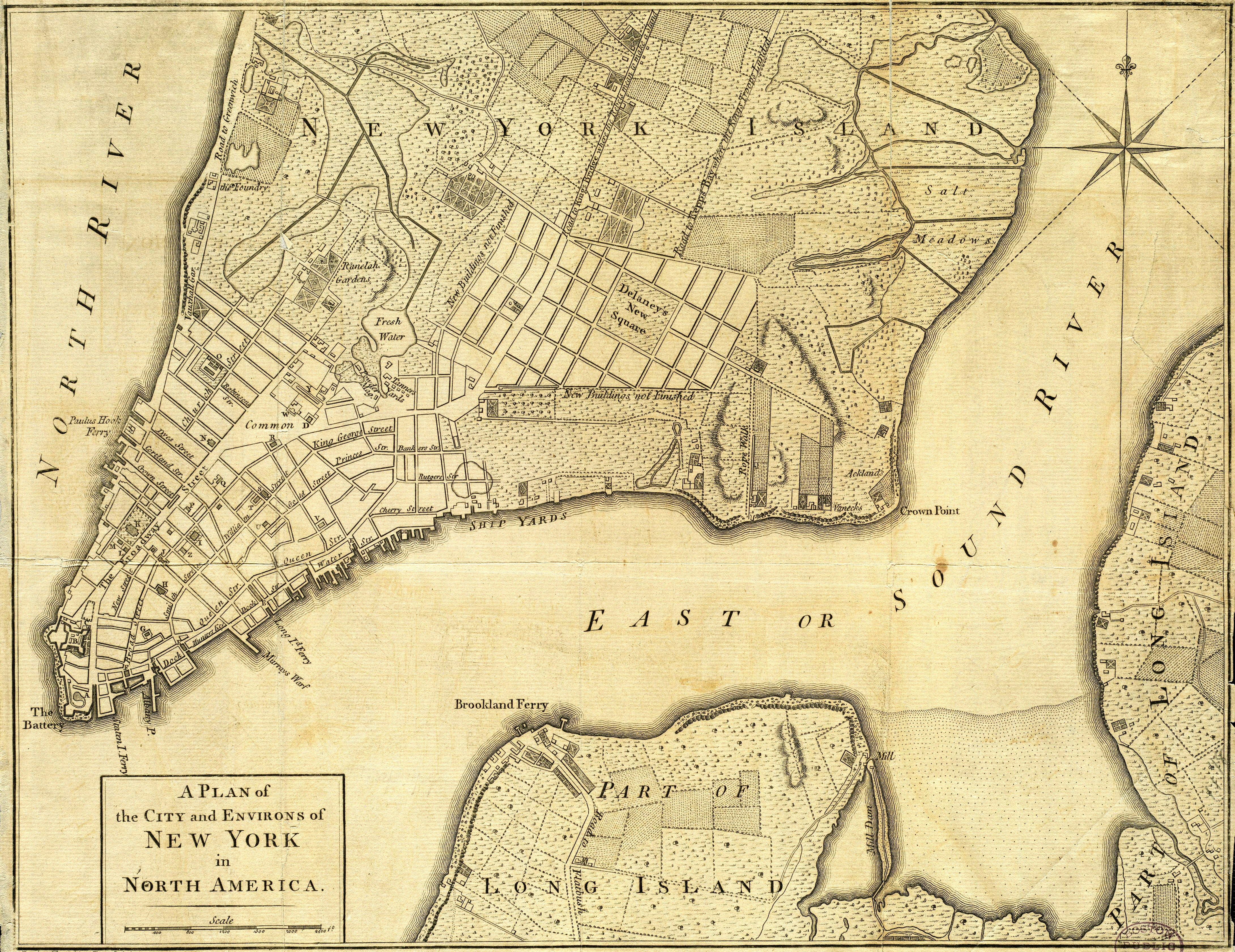
Die Road to Kings Bridge, where the Rebels mean to make a Stand in einer britischen Karte von 1776

Im südwestlichen Westchester County, der heutigen Bronx, kam die Boston Post Road von der Kings Bridge und bog kurz darauf nach Osten ab, während die Albany Post Road weiter nördlich bis Albany führte. Die Strecke führte über die Williams Bridge über den Bronx River, verließ die Bronx auf der Bussing Avenue und wurde zur Kingsbridge Road in Westchester County.

#### Westchester County
Die Boston Post Road führte über die Kingsbridge Road in das heutige Westchester County, bog an der Ecke Third Avenue – Columbus Avenue nach Norden (New York State Route 22) und zweigte dann zum Colonial Place ab. Die Route führte weiter über den Sandford Boulevard östlich und südöstlich um den Hügel herum und traf die Colonial Avenue an der Kreuzung zum Hutchinson River Parkway. Anschließend verschmolz sie mit dem Verlauf der U.S. Route 1 und führte von dort bis zur Grenze von Connecticut entlang der Route 1, wobei es nur wenige Ausnahmen gab. Insgesamt führte die Boston Post Road durch Pelham Manor, New Rochelle, Larchmont, Mamaroneck, Rye und Port Chester.

### Die Upper Post Road

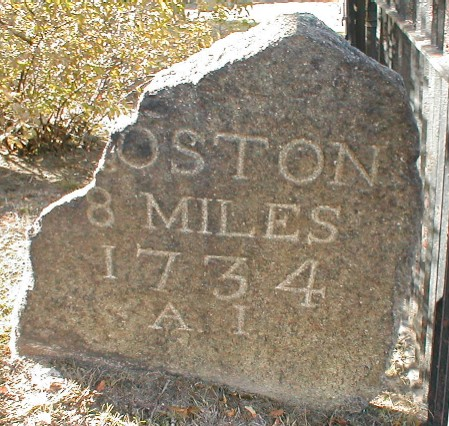
Meilenstein Nr. 8 an der Upper Post Road am Harvard Square, Cambridge

Die Upper Post Road war die am meisten benutzte Straße der drei Routen, da sie am weitesten von der Küste entfernt war und daher die wenigsten und kürzesten Flussüberquerungen aufwies. Darüber hinaus gab es nach damals verbreiteter Meinung entlang der Strecke die besten Tavernen, was ebenfalls zur Steigerung der Popularität beitrug. Die Upper Post Road verläuft heute annähernd über den U.S. Highway 5 von New Haven nach Hartford, dann auf der Connecticut Route 159 weiter nach Springfield, über den U.S. Highway 20 und die Massachusetts Route 67 nach Warren, auf der Massachusetts Route 9 weiter über Worcester nach Shrewsbury und schließlich erneut über den U.S. Highway 20 bis nach Boston. Entlang der Strecke zwischen Springfield und Boston sind auch heute noch einige historische Meilensteine aus dem 18. Jahrhundert zu sehen.
In Connecticut führt die Upper Post Road durch die Städte New Haven, Wallingford, Berlin, Wethersfield, Hartford, Windsor und Suffield.
In Massachusetts führt die Route durch Agawam, Springfield, Wilbraham, Palmer, Warren, Brookfield, East Brookfield, Spencer, Leicester, Worcester, Shrewsbury, Marlborough, Sudbury, Waltham, Watertown, Wayland, Cambridge, Brookline und Roxbury bis nach Boston.

### Die Lower Post Road
Die Lower Post Road führte entlang der Küstenlinie des Long Island Sound bis nach Rhode Island und von dort weiter in nördlicher Richtung über Kingston und Providence nach Boston. Dies ist die heute bekannteste der drei Routen und korrespondiert annähernd mit dem ursprünglichen Verlauf des U.S. Highway 1 im östlichen Connecticut, in Rhode Island und in Massachusetts.
In Connecticut führt die Strecke durch die Städte Greenwich, Stamford, Norwalk, Westport, Fairfield, Bridgeport, Stratford, Milford, New Haven, Old Saybrook, Old Lyme (dieser Teil der Straße ist ein National Historic District) und New London.
In Massachusetts wurde der Norfolk and Bristol Turnpike im Jahr 1803 als eine direkte Verbindung zwischen Pawtucket und Roxbury eingerichtet und verlief zum größten Teil westlich der Post Road. In vielen Städten, durch welche der Streckenverlauf führte, ist die Straße als Washington Street bekannt. Da die Strecke abseits von bewohntem Gebiet entlangführte, wurde ihre südliche Hälfte nur selten genutzt. Zusätzlich gab es westlich davon eine weitere, intensiv genutzte Strecke entlang der heutigen Massachusetts Route 1A.
Die Post Road selbst traf in Massachusetts zunächst über South Attleboro auf die Newport Avenue in Attleboro und verlief dann weiter nordöstlich entlang der Massachusetts Route 123. Dort spaltete sie sich auf und verlief zum einen weiter auf der Newport Avenue, zum anderen bog sie nach North Attleboro ab. Südlich des Zentrums von North Attleborough ist die Strecke als Old Post Road bekannt. Heute führt ihr Verlauf zu großen Teilen über den U.S. Highway 1.
Die Lower Post Road verlief entlang der Washington Street durch das Zentrum von North Attleborough und überquerte nördlich davon den Ten Mile River, um dann auf fünf verschiedenen Wegen weiter über die Elmwood Street und den Highway 1 oder alternativ über die Massachusetts Route 1A durch Plainville nach Boston zu führen. In Plainville wird die Elmwood Street zur Messenger Street und vereinigt sich mit der Massachusetts Route 106, bevor sie die Massachusetts Route 152 bei Wilkins Four Corners kreuzt und in Foxborough eintrifft.
Von Sharon aus führt die Strecke als Old Post Road nach Walpole und von dort weiter nach Norwood, Islington (Teil von Westwood), Dedham und Roxbury bis nach Boston.

### Die Middle Post Road

#### Überblick
Die Middle Post Road war der kürzeste, schnellste und jüngste Teil der Route. Die Strecke führte von Hartford in die Eastern Upper Highlands, eine Gegend mit großen Indianer-Populationen. Während des King Philip’s War im Jahr 1675 war das Reisen in dieser Gegend für Siedler oft sehr gefährlich, weshalb die Besiedlung dieses Landstrichs erst zum Ende des Kriegs und mit der Einrichtung des kolonialen Postsystems begann. Die Middle Post Road war die schnellste Strecke für Pferde und Postkutschen. Die Eastern Upper Highlands sind bis heute – verglichen mit anderen Landesteilen von Connecticut – relativ dünn besiedelt, so dass einige Teile der ursprünglichen Post Road aufgrund verschiedener Umstände erhalten geblieben sind.
Sie trennte sich von der Upper Post Road in Hartford und verlief ursprünglich entlang des heutigen U.S. Highway 44 durch Bolton Richtung Mansfield Four Corners. Von dort ging es weiter über Ashford, Pomfret und Thompson entlang der Thompson Road nach Massachusetts. Dort folgt die Middle Post Road Teilen der heutigen Massachusetts Route 16 nach Mendon und durch Bellingham, um anschließend über die Massachusetts Route 109 von Medway nach Dedham zu führen, wo sie sich mit der Lower Post Road vereinigte und in Boston endete.

#### Hartford, Connecticut
Beginnend am alten Regierungsgebäude in Hartford überquert die Straße den Connecticut River an der Stelle, wo heute die Founders Bridge steht und früher eine Fähre genutzt wurde.

#### East Hartford, Connecticut
Dieser Teil der Strecke bei East Hartford entwickelte sich schnell zu einem großen Verkehrsknotenpunkt, so dass ein Großteil der historischen Straße zerstört wurde. Allein der Verlauf der Interstate 84/Route 6 bis Manchester erinnert noch an die Middle Post Road.

#### Manchester, Connecticut
Manchester war bis 1783 ein Teil von Hartford, weshalb in der Gegend Siedlungen und Gemeinden bis heute existieren. Die Post Road kann entlang des heutigen Middle Turnpike East durch das Zentrum von Manchester verfolgt werden. Sie führte später durch Manchester Green und vereinigte sich erneut mit der Route 6 sowie erstmals auch mit dem U.S. Highway 44. Kurz vor dem Verlassen von Manchester verlässt die Post Road den Highway und verläuft wieder auf dem Middle Turnpike East.

#### Bolton, Connecticut
Bolton kommt eine besondere Rolle im Hinblick auf die Middle Post Road zu, da die Stadt die Grenze zwischen dem flachen und leisen Tal des Connecticut River und den hügeligen und turbulenten Eastern Upper Highlands bildete. Wer Bolton auf dem Middle Turnpike East erreichte, gelangte zu einer Weggabelung und konnte zwischen dem Weg nach Südosten über die Bolton Center Street in das Zentrum von Bolton und dem Verbleib auf dem Turnpike wählen, der sich wieder mit der Route 44 vereinigte und in östlicher Richtung auf dem ursprünglichen Mohegan Indianerpfad durch Bolton Notch führte. Dies war eine natürliche Senke im Höhenzug, die aufgrund ihres weitgehend ebenen Verlaufs eine wesentliche Steigerung der Reisegeschwindigkeit erlaubte und als Trennlinie zwischen den beiden geologischen Landschaftstypen diente. In Bolton selbst ist die White’s Tavern zu erwähnen, die während des Amerikanischen Unabhängigkeitskriegs den Stab von General Rochambeau beherbergte, dessen Einheit in der Stadt stationiert war. Nördlich führt die Route 44 weiter nach Coventry.

#### Coventry, Connecticut
Zwischen Bolton und Mansfield führte die Post Road durch die Gemeinde North Coventry und folgte dabei dem Verlauf des heutigen U.S. Highway 44, der an dieser Stelle auch als Boston Turnpike bekannt ist. Am nahegelegenen Willimantic River an der Grenze zu Mansfield steht die Brigham Tavern, die sich rühmt, als einziges Gasthaus während des Unabhängigkeitskriegs George Washington beherbergt zu haben. Die entsprechende Plakette ist bis heute an der Frontseite des Gebäudes zu sehen, obwohl es mittlerweile als privates Wohnhaus genutzt wird.

#### Mansfield, Connecticut
Auch hier folgt die Post Road dem Verlauf der Route 44. Nach dem Überqueren des Willimantic River führt die Straße durch Mansfield Four Corners weiter in Richtung Ashford.

#### Ashford, Connecticut
Die Post Road verläuft auf der Route 44 direkt durch das Stadtgebiet von Ashford. In Phoenixville verlässt sie die Route 44 und führt auf dem U.S. Highway 198 weiter nördlich in Richtung Eastford. Noch bevor die Stadt erreicht wird, biegt die Post Road auf den U.S. Highway 244 („Bayman Hollow Road“) nach Pomfret ab.

#### Pomfret, Connecticut
Im Zentrum von Pomfret führt die Strecke weiter nordwestlich nach Putnam und von dort weiter nach Douglas in Massachusetts.

#### Douglas, Massachusetts
Die Post Road erreicht Massachusetts in der Stadt Douglas über die Southwest Main Street. Dieser Teil führt durch den Douglas State Forest und ist einer der abgelegensten Bereiche der Strecke, der heute immer noch als öffentliche Straße genutzt wird – bis 2002 war ein ca. 1 Meile (1,6 km) langes Teilstück noch ungepflastert. Im Zentrum von Douglas folgt die Post Road der Massachusetts Route 16 östlich in Richtung East Douglas. Dort, wo die Route 16 sich nach Süden wendet, führt die Post Road weiter auf der Northeast Main Street nach Osten in Richtung Uxbridge. Diese Strecke wählte bereits der französische General Lafayette, um in Douglas anzuhalten und seine Truppen mit denen von George Washington zu vereinen.

#### Uxbridge, Massachusetts

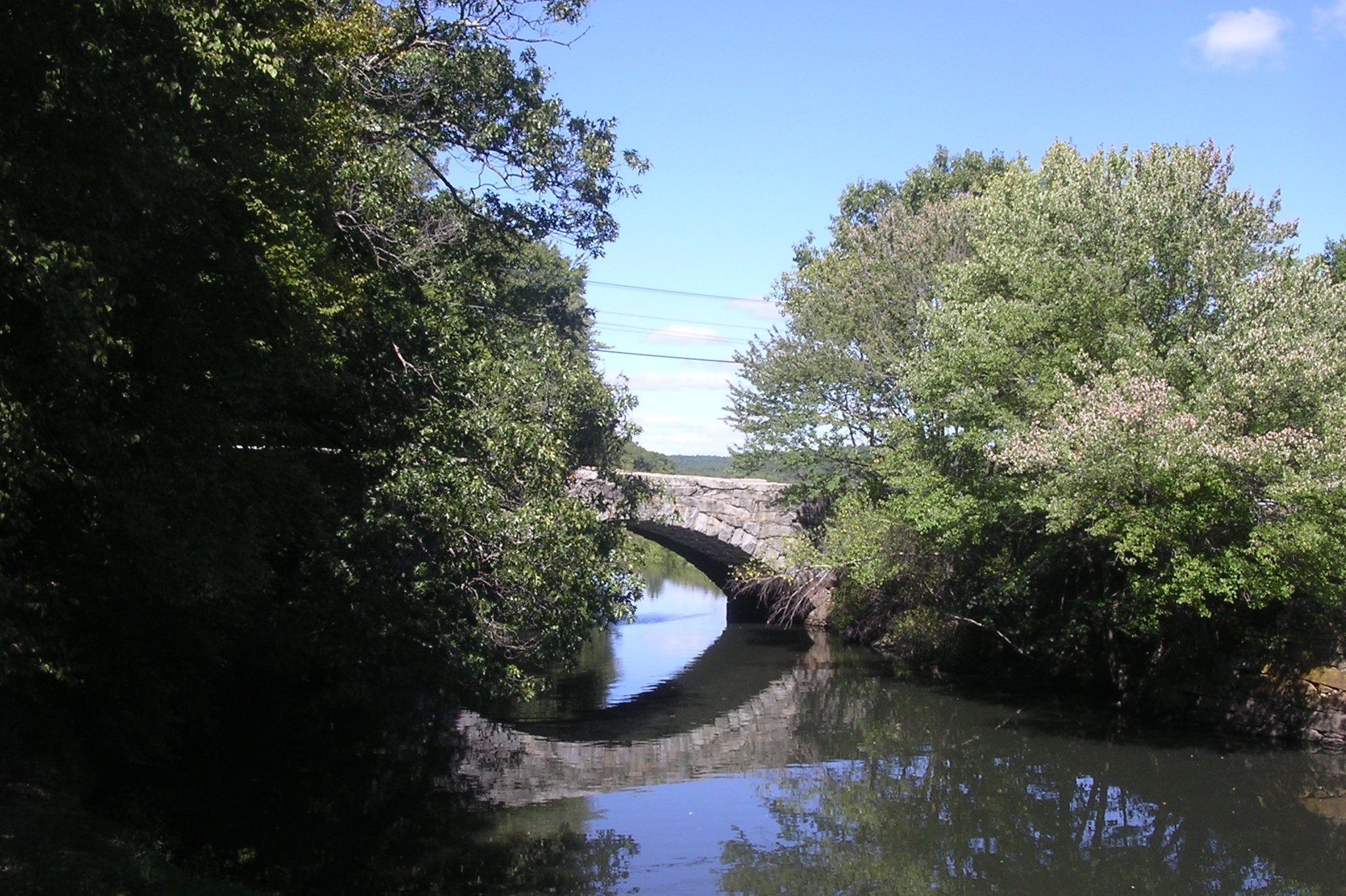
Die Steinbogenbrücke in Uxbridge

Mit dem Eintritt nach Uxbridge ändert sich der Name der Straße in Hartford Avenue. Diese ist gut ausgebaut und in ihrer gesamten Länge identisch mit dem Verlauf der Post Road. Das Teilstück von der Stadtgrenze in Douglas bis zur Kreuzung mit der Massachusetts Route 122 ist die Hartford Avenue West, der Teil von dort bis zur Stadtgrenze von Mendon ist die Hartford Avenue East. Die Steinbogenbrücke über den Blackstone Canal wird auch heute noch genutzt. In der Nähe der Brücke gab es während des Amerikanischen Bürgerkriegs ein Feldlager, die Straße wurde während der Franzosen- und Indianerkriege von Truppen bzw. während des Britisch-Amerikanischen Kriegs als Nachschubweg genutzt. Auch George Washington machte hier einige Male Station, unter anderem als er 1775 das Kommando über die Kontinentalarmee in Boston übernahm und 1789 nach seiner Inauguration durch Neuengland reiste.

#### Mendon, Massachusetts
Die Middle Post Road erreicht die Stadt Mendon von Uxbridge kommend auf der Hartford Avenue West und folgt ihr weiter auf der Route 16 für etwa eine halbe Meile ostwärts zur Maple Street, die in das Stadtzentrum führt. Von dort folgt die Middle Post Road der heutigen Providence Street und führt südlich des Stadtzentrums als Hartford Avenue East in Richtung Osten zur Stadtgrenze von Bellingham. Entlang der Route befindet sich der historische Meilenstein Nr. 37.

#### Bellingham, Massachusetts
Die Hartford Avenue kommt von Mendon, wird kurz vor der Kreuzung mit der Interstate 495 zur Massachusetts Route 126 und führt weiter zur Stadtgrenze von Medway.

#### Medway, Massachusetts
Die Post Road folgte ursprünglich der Village Street durch Medway bis zum Tavern and Inn in der Nähe des Charles River. Heute führt die Post Road bzw. die Village Street durch Millis, das bis 1885 ein Teil von Medway war. Im frühen 19. Jahrhundert wurde der Hartford and Dedham Turnpike (die heutige Massachusetts Route 109) gebaut, eine gerade Straße durch den Great Black Swamp und einen großen Hügel hinauf in das Zentrum der Stadt.

#### Millis, Massachusetts
Die ursprüngliche Post Road folgte in Millis von Medway kommend der Village Street und folgte der heutigen Dover Road zu einer Reihe von Brücken über den Charles River in Richtung Medfield. Zwischen 1806 und 1810 wurde die Massachusetts Route 109 gebaut und diente fortan als Ausweichroute.

## In der Popkultur
- Der Roman The Long Walk von Stephen King, den er unter seinem Pseudonym Richard Bachman 1979 veröffentlichte, handelt rund um die Wettstreiter eines mörderischen Wanderwettbewerbs entlang einer Route, die in etwa der Boston Post Road folgt und über sie hinausgeht.
- In der Episode Lucy Raises Tulips der US-amerikanischen Sitcom I Love Lucy aus dem Jahr 1957 verliert Lucy die Kontrolle über einen Aufsitzrasenmäher und beschreibt später ihre Fahrt auf der Boston Post Road „for a mile and a half, against traffic all the way“.